# Ramularius brunneus
Ramularius brunneus là một loài bọ cánh cứng trong họ Cerambycidae.